# Richfield (Ohio)
Pour les articles homonymes, voir Richfield.
Richfield est une ville américaine située dans le comté de Summit, dans l'Ohio. En 2010, sa population était de 3 648 habitants.

## Source
- (en) Cet article est partiellement ou en totalité issu de l’article de Wikipédia en anglais intitulé « Richfield, Ohio » (voir la liste des auteurs).